# Senna (film)
Pour les articles homonymes, voir Senna.
Pour plus de détails, voir Fiche technique et Distribution.
Senna est un film documentaire biographique britannique sur le pilote automobile brésilien Ayrton Senna, réalisé par Asif Kapadia et sorti en 2010.

## Synopsis
À partir d'images d'archives remastérisées, le film raconte le parcours d'Ayrton Senna, du karting à la Formule 1. Les intervenants ne sont qu'entendus en voix off, laissant toute la place à l'image au pilote brésilien. En F1, on suit les débuts du pilote au volant de la Toleman en 1984, jusqu'à son accident mortel du mois de mai 1994 et aux hommages nationaux qui lui seront rendus au Brésil par ses pairs et le pays tout entier.

## Fiche technique
- Titre original : Senna
- Titre français : Senna
- Réalisation : Asif Kapadia
- Scénario : Manish Pandey
- Photographie : Jake Polonsky
- Montage : Chris King et Gregers Sall
- Musique : Antonio Pinto
- Production : Tim Bevan, Eric Fellner et James Gay-Rees
- Sociétés de production : Midfield Films, StudioCanal, Universal Pictures et Working Title Films
- Société de distribution : Universal Pictures (Royaume-Uni)
- Pays d’origine :  Royaume-Uni
- Langues originales : anglais, portugais, français et japonais
- Format : couleurs (Technicolor) - 35mm - 1.85:1 - Son Dolby numérique
- Genre cinématographique : documentaire
- Durée : 106 minutes
- Dates de sortie :
  - Japon : 8 octobre 2010
  - Brésil : 12 novembre 2010
  - France : 25 mai 2011
  - Royaume-Uni : 3 juin 2011

## Distribution
Dans leurs propres rôles :
- Ayrton Senna
- Alain Prost
- Frank Williams
- Ron Dennis
- Viviane Senna
- Milton da Silva
- Neide Senna
- Jackie Stewart
- Sid Watkins
- Galvão Bueno
- Reginaldo Leme
- Gerhard Berger
- Nelson Piquet
- Nigel Mansell
- Jean-Marie Balestre
- Rubens Barrichello
- Adriane Galisteu

## Distinctions
- 2011 : Meilleur documentaire britannique au British Independent Film Awards
- 2011 : Prix du Public World Cinema au Festival de Sundance
- 2012 : Meilleur documentaire au Evening Standard British Film Awards
- 2012 : Meilleur documentaire au BAFTA
- 2012 : Meilleur Montage au BAFTA